# Observatoire des sciences de l'Univers
 (mars 2024).
Cet article concerne les OSU. Pour l’Osu, fleuve côtier corse, voir Oso (cours d'eau français)
En France, un observatoire des sciences de l'Univers (OSU) est un regroupement de laboratoires chargé de conduire des observations de longue durée dans le domaine des sciences de l'Univers (astronomie, physique du globe, océanographie, environnement).

## Création et statut

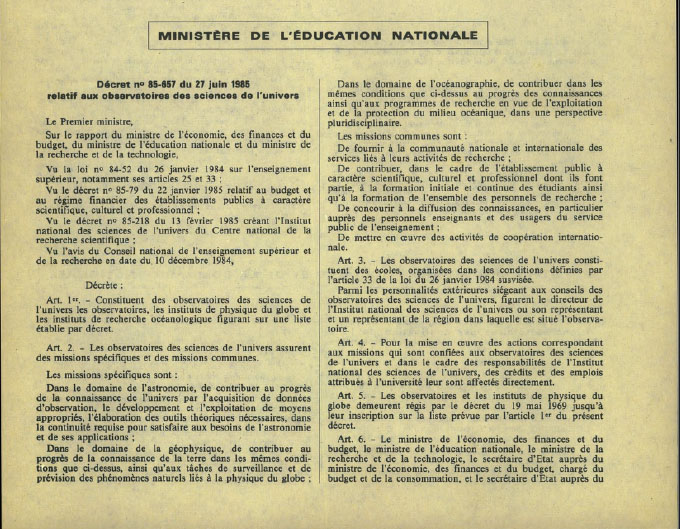
Décret de création des OSU.

Les observatoires des sciences de l'Univers sont créés le 27 juin 1985 par le décret no 85-657 du ministère de l'Éducation nationale. 
Les observatoires des sciences de l'Univers sont des écoles internes aux universités. Ils sont associés à l’Institut national des sciences de l'Univers du Centre national de la recherche scientifique.
L’Observatoire de Paris, l’Observatoire de la Côte d'Azur (OCA) et l’Institut de physique du globe de Paris (IPGP) ont le statut de Grand établissement (une des catégories des EPSCP).
Un OSU est souvent le siège d’une unité d'appui et de recherche (UAR). Cette UAR, qui a le même directeur que l’OSU lui-même, est une structure à laquelle peuvent être affectés des personnels techniques et des crédits de ses tutelles (établissements d’enseignement supérieur et organismes de recherche).

## Missions
Les OSU ont pour mission de contribuer aux progrès de la connaissance par :
- l'acquisition de données d'observation ;
- le développement et l'exploitation de moyens appropriés ;
- l'élaboration des outils théoriques nécessaires ;
- (en géophysique) la surveillance et la prévision des phénomènes naturels ;
- (en océanographie) la mise en place de programmes pour l'exploitation et la protection du milieu océanique.

Ils sont également chargés :
- de fournir des services liés à leurs activités de recherche ;
- d'assurer la formation des étudiants et des personnels de recherche ;
- d'assurer la diffusion des connaissances ;
- d'activités de coopération internationale.

## Moyens
Un OSU émarge au plan quadriennal de son université (ou autre établissement d’enseignement supérieur) et reçoit, via son UAR, des crédits de l’INSU destinés à financer les tâches d’observation. Des programmes particuliers (tels les « mi-lourds ») financent ou cofinancent l’acquisition de matériels scientifiques coûteux.
Les personnels des OSU sont essentiellement des personnels universitaires (professeurs, maîtres de conférences et BIATOSS) et des personnels de recherche (directeurs de recherche, chargés de recherche et ITA). Mais il existe aussi des personnels de statut particulier, les astronomes et physiciens (de corps équivalent aux professeurs d’université et directeurs de recherche) et les astronomes adjoints et physiciens adjoints (de corps équivalent aux maîtres de conférences, ingénieurs de recherche ou chargés de recherche). Ces fonctionnaires du Ministère de l'Enseignement supérieur et de la Recherche ne doivent assurer qu’un tiers du service d’enseignement des professeurs et maîtres de conférences, mais exercent en échange des activités d’observatoire (mise en œuvre des missions d’observation et analyse des résultats), parallèlement à leurs activités de recherche proprement dite.

## Liste des OSU
En 2024, les observatoires des sciences de l’univers (OSU) sont :
- Ecce Terra de Sorbonne Université (anciennement université Paris-VI, Pierre-et-Marie-Curie) ;
- École et observatoire des sciences de la Terre de l’université de Strasbourg (EOST) ;
- Observatoire des enveloppes fluides : de la ville à l’exobiologie (EFLUVE) de l’université Paris-XII, Paris-Est-Créteil-Val-de-Marne ;
- Institut d'astrophysique de Paris (IAP) de Sorbonne Université ;
- Institut de physique du globe de Paris (IPGP) ;
- Institut universitaire européen de la mer (IUEM) de l’université de Brest, Bretagne-Occidentale ;
- Institut Pythéas de l’université d'Aix-Marseille ;
- Observatoire aquitain des sciences de l'univers (OASU), de l’Université de Bordeaux ;
- Observatoire astronomique de Strasbourg de l’université de Strasbourg (ObAS) ;
- Observatoire de la Côte d'Azur (OCA) ;
- Observatoire des sciences de l'Univers de Grenoble (OSUG), à l’université Grenoble-Alpes ;
- Observatoire Midi-Pyrénées (OMP) de l’université Toulouse-III, Paul-Sabatier ;
- Observatoire de physique du globe de Clermont-Ferrand (OPGC) de l’Université Clermont Auvergne;
- Observatoire de recherche montpelliérain de l'environnement (OREME), de l'université de Montpellier ;
- Observatoire des sciences de l'univers de l’université de La Réunion (OSU-R) ;
- Observatoire des sciences de l'univers en région Centre-Val de Loire de l’université d'Orléans (OSUC) ;
- Observatoire des sciences de l'univers Nantes Atlantique de Nantes Université (OSUNA) ;
- Observatoire des sciences de l'univers de l'Université Paris-Saclay (OSUPS);
- Observatoire des sciences de l'univers de Rennes de l’université de Rennes (OSUR) ;
- Observatoire Terre et Environnement de Lorraine (OTELO) de l'Université de Lorraine ;
- Observatoire de Versailles Saint-Quentin-en-Yvelines (OVSQ) de l'Université de Versailles Saint-Quentin-en-Yvelines ;
- Observatoire de Lyon (OSUL), rattaché à l'Université Claude Bernard Lyon 1 ;
- Observatoire de Paris ;
- Observatoire des sciences de l'univers Terre, homme, environnement, temps, astronomie de l’université de Franche-Comté (THETA) ;
- STAMAR - Stations Marines (Sorbonne Université), qui fusionne les trois observatoires suivants :
  - Institut de la mer de Villefranche (IMEV) ;
  - Observatoire océanologique de Banyuls-sur-Mer (OOB) ;
  - Station biologique de Roscoff (SBR).